# Saltos del Moconá

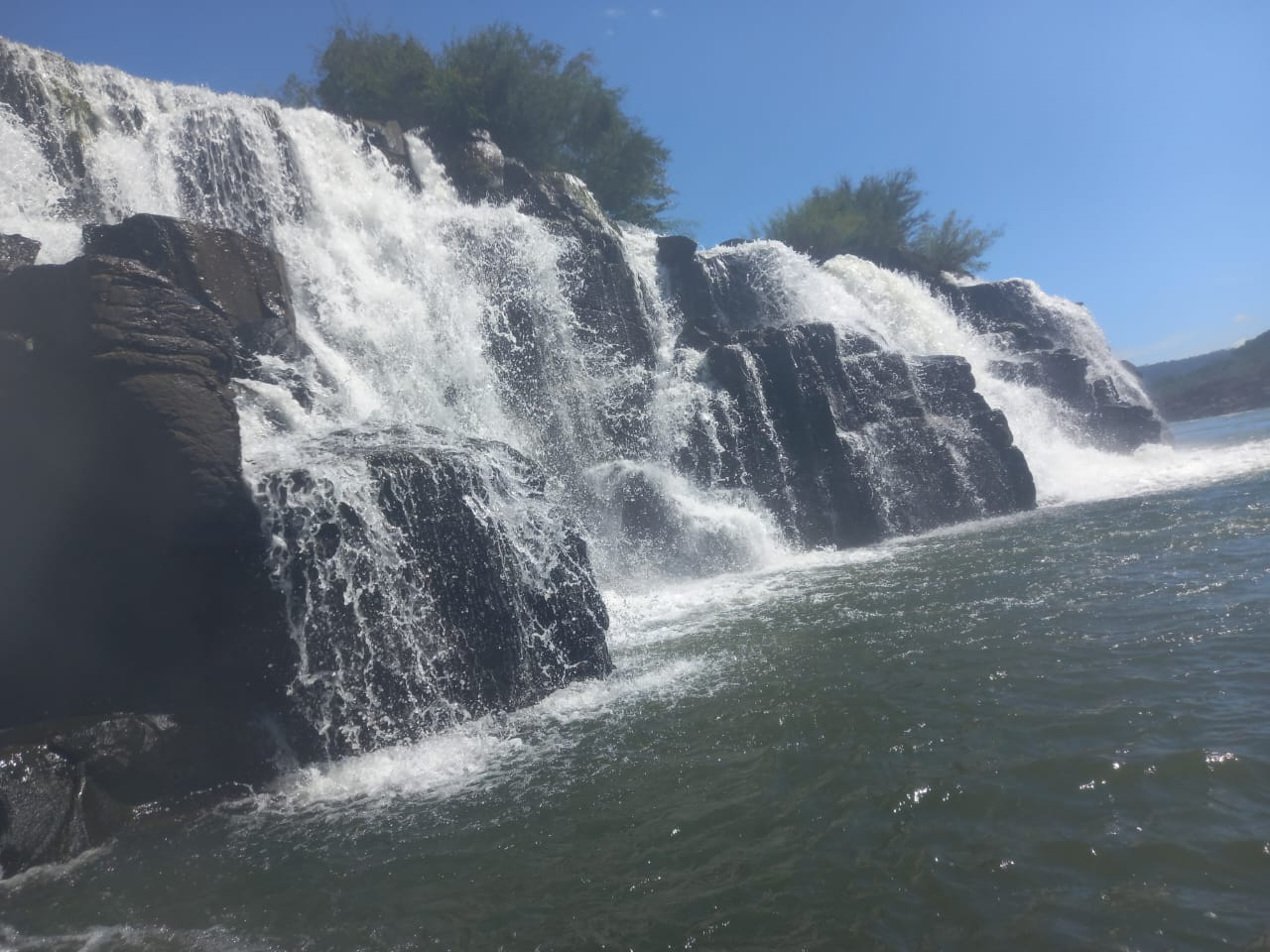
Saltos del Moconá -El soberbio- Misiones - Argentina

Los Saltos del Moconá son unas cataratas que oscilan entre 5 y  10 m de altura,  que interrumpen durante unos 3 km el curso del río Uruguay en la frontera entre Brasil y Argentina,  al sudeste del departamento San Pedro, en la provincia argentina de Misiones y en el estado de Río Grande del Sur (Brasil). La particularidad de estas cataratas, o saltos, es que no son transversales al curso de las aguas como la mayoría de las cataratas, sino que son longitudinales.  El canal en donde caen los saltos, es una  gran falla geológica que realizó un  corte longitudinal sobre el río Uruguay, entre las desembocaduras del arroyo Yabotí y del río  Pepirí Guazú (del lado argentino), y de los ríos  Serapio y Calixto (del lado brasileño), cuya  profundidad alcanza en algunos puntos los 170 metros. Como la línea de frontera entre Argentina y Brasil corre por el canal o thalweg del río Uruguay,  los Saltos del Moconá se encuentran casi completamente del lado argentino,  a excepción del extremo norte en donde los saltos se encuentran a ambos lados del thalweg y son denominados salto del Yucumã del lado brasileño. El área se encuentra dentro de la Reserva de la biosfera Yabotí. 
En idioma guaraní Moconá significa «que todo lo traga». De relieve accidentado, surcada por numerosos cursos de ríos y arroyos y cubierta por una importante masa boscosa, los Saltos del Moconá ofrecen más de cien alternativas para vivir la naturaleza.
Se puede observar la flora y la fauna ingresando por las picadas, descubriendo a cada paso cómo conviven armoniosamente mil formas de vida: árboles, arbustos, lianas, enredaderas, plantas epífitas junto a las aves, mamíferos, reptiles, peces y anfibios en un equilibrio natural. No todas las épocas son adecuadas para ver los saltos, sino que depende del caudal del río, solo cuando está bajo pueden verse los saltos. 
La reserva Moconá fue creada en 1967, luego de que Juan Alberto Harriet, propietario del terreno, donara las 999 hectáreas donde se encuentran los saltos. 
El parque provincial del Moconá fue creado mediante el Decreto N.º 1434/1988 de 4 de junio de 1988 y ratificado el  27 de junio de 1991 por medio de la Ley Provincial  XVI - n.º 27 (Antes Ley  n.º 2854), con la intención de preservar el entorno de los saltos.
La Ley Nacional N.º 24288 sancionada el 1 de diciembre de 1993 y promulgada el 22 de diciembre de 1993 declaró monumento natural nacional al tramo del río Uruguay comprendido entre las desembocaduras del arroyo Yabotí y del río Pepirí Guazú en donde se localizan los Saltos del Moconá. La ley prohibió de realizar cualquier tipo de obras, construcciones o actividades que alteren o modifiquen el escenario natural, excepto obras menores de infraestructura como pasarelas o muelles. Dado que los Saltos del Moconá se encuentran en el río Uruguay, son de dominio y jurisdicción federal por ser un río navegable. El monumento natural no ha sido incluido dentro del Sistema Nacional de Áreas Protegidas por no establecerlo así la ley de creación -que aún no fue reglamentada- y por lo tanto no es administrado por la Administración de Parques Nacionales.

## Acceso a los saltos del Moconá
Los Saltos del Moconá se localizan a 337 kilómetros de la ciudad de Posadas, a la fecha de la actualización de esta información (12/10/2010) totalmente asfaltados y en excelente estado. Se debe seguir la Ruta N° 12 hasta la ciudad de Jardín América, desde allí debe tomarse la Ruta Provincial 7 hasta Aristóbulo del Valle. Desde allí debe seguirse por la RN14 hasta San Vicente, desde donde se sigue la ruta provincial que une esta ciudad con El Soberbio. Una vez allí debe seguirse la Ruta Provincial 2 o "Papa Juan Pablo II", que bordea las costas del río Uruguay.
Siguiendo la ruta costera debe llegarse a Mesa Redonda, la intersección de caminos donde la ruta 2 sigue hacia Colonia Paraíso, y la otra senda lleva hacia los saltos. Desde aquí solo distan 18 km a los saltos del Moconá.
Alternativamente se puede ir desde la ciudad de Posadas hasta Concepción de la Sierra y luego por toda la ruta 2 hasta El Soberbio, haciendo un recorrido más largo pero con más paisajes para ver.

## Proyectos hidroeléctricos
En la década de 1970 se proyectó un aprovechamiento hidroeléctrico del río Uruguay en el tramo de la provincia de Misiones, compuesto por las centrales y embalses de Garabí y Roncador. Este segundo embalse hubiera aprovechado casi todo el desnivel que recorre el río desde la desembocadura del río Pepirí Guazú hasta las cercanías de Puerto Panambí, incluyendo los Saltos del Moconá. Los mismos hubieran desaparecido bajo las aguas del embalse.
En la actualidad, el proyecto Roncador ha sido abandonado por su alto costo ecológico y turístico. En la práctica, la ley que protege los Saltos del Moconá prohíbe de hecho la construcción de cualquier represa que los sumerja bajo un embalse. En su reemplazo, se ha proyectado una segunda represa, de menores dimensiones, conocida como Panambí, que embalsaría el río Uruguay a partir de algunos kilómetros aguas abajo de los saltos del Moconá.

## Galería de imágenes

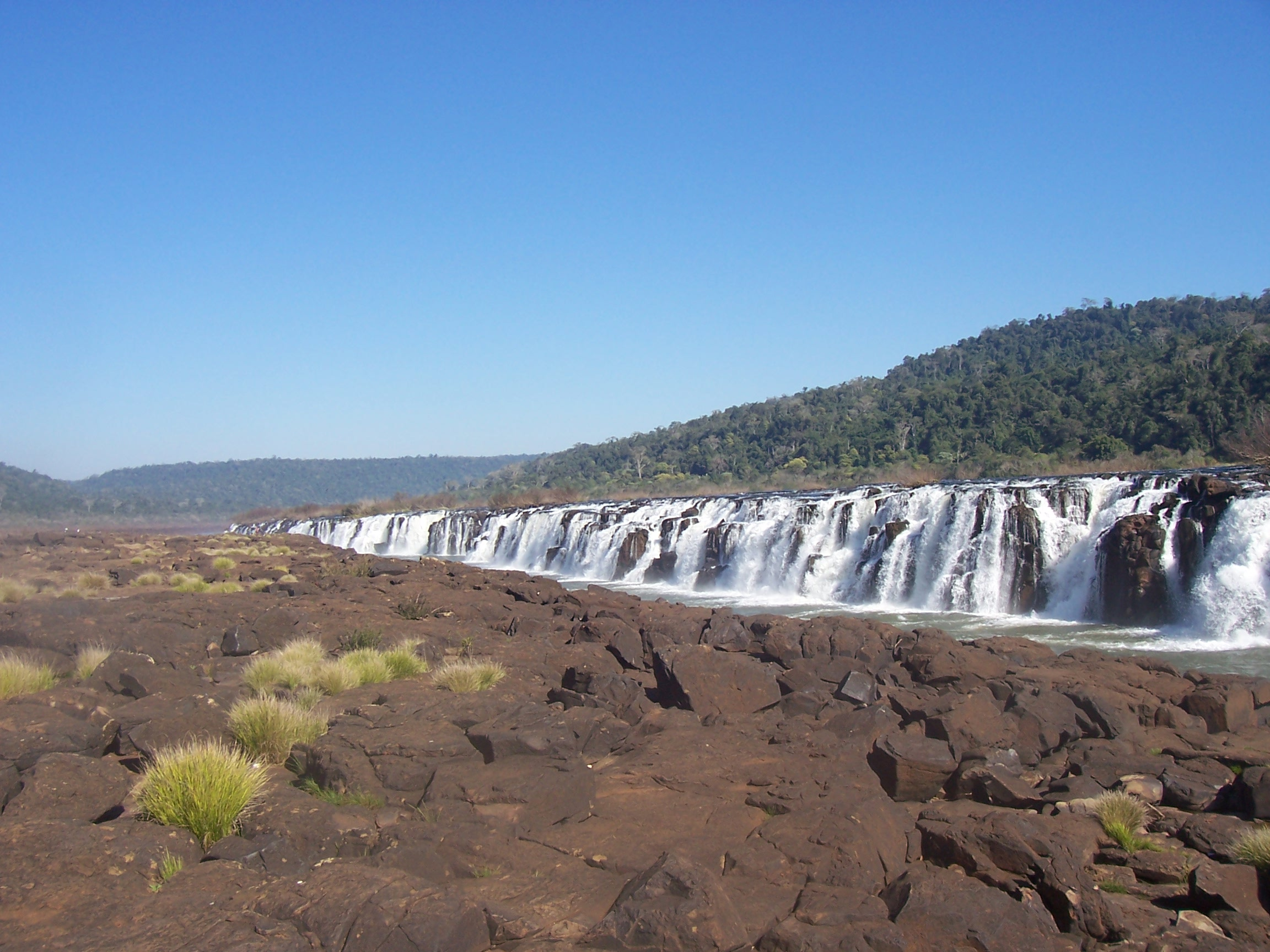
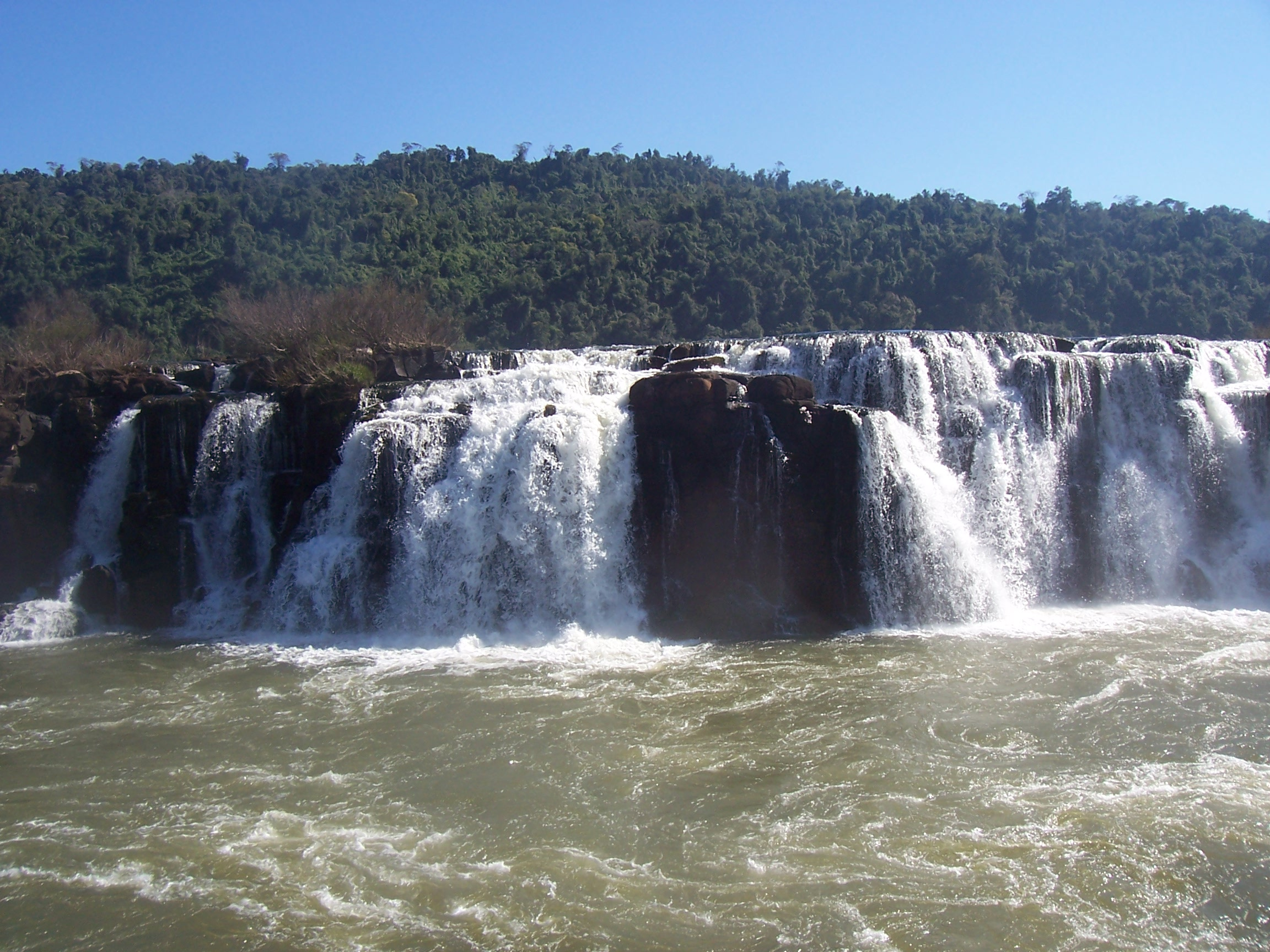
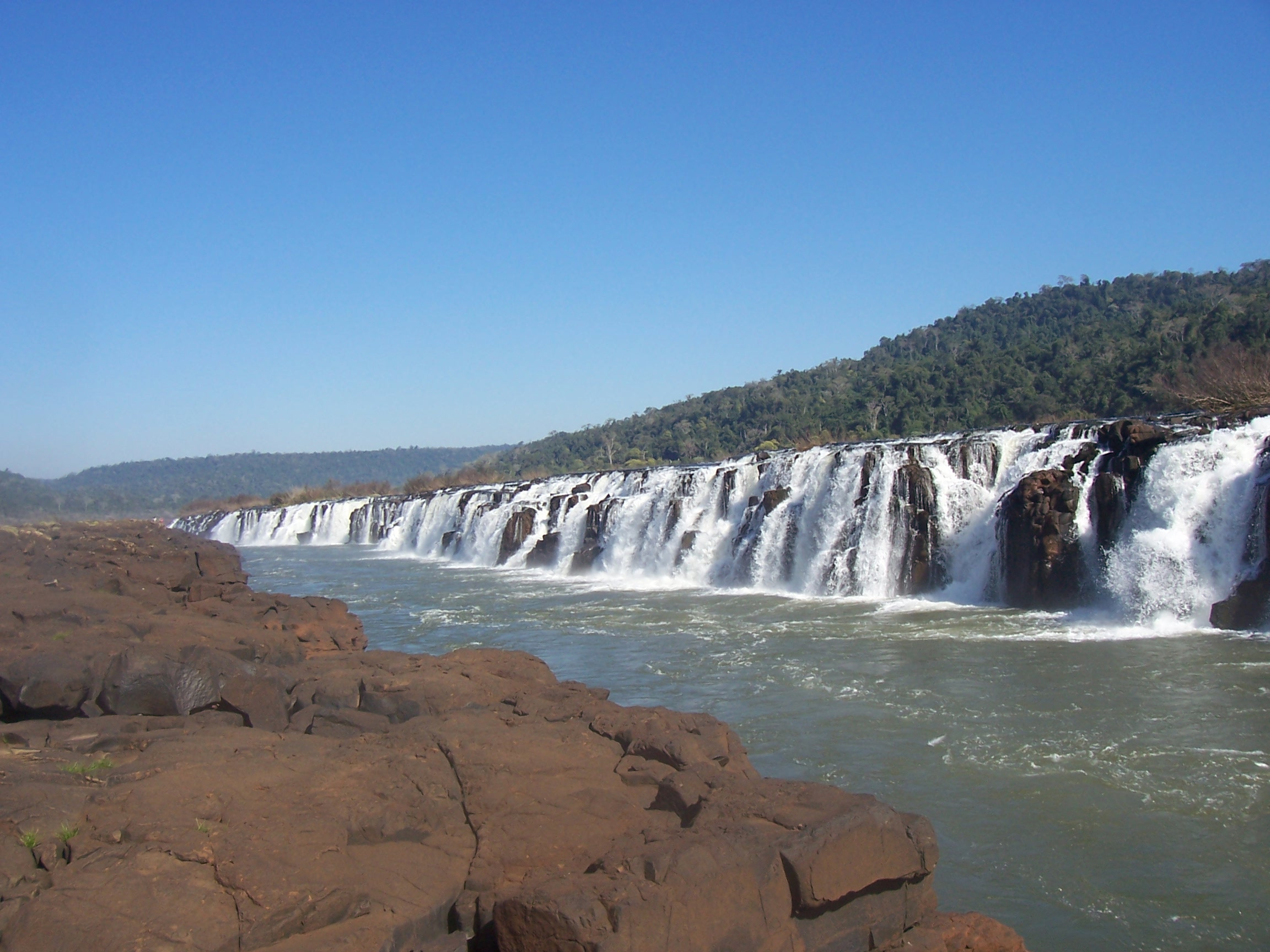
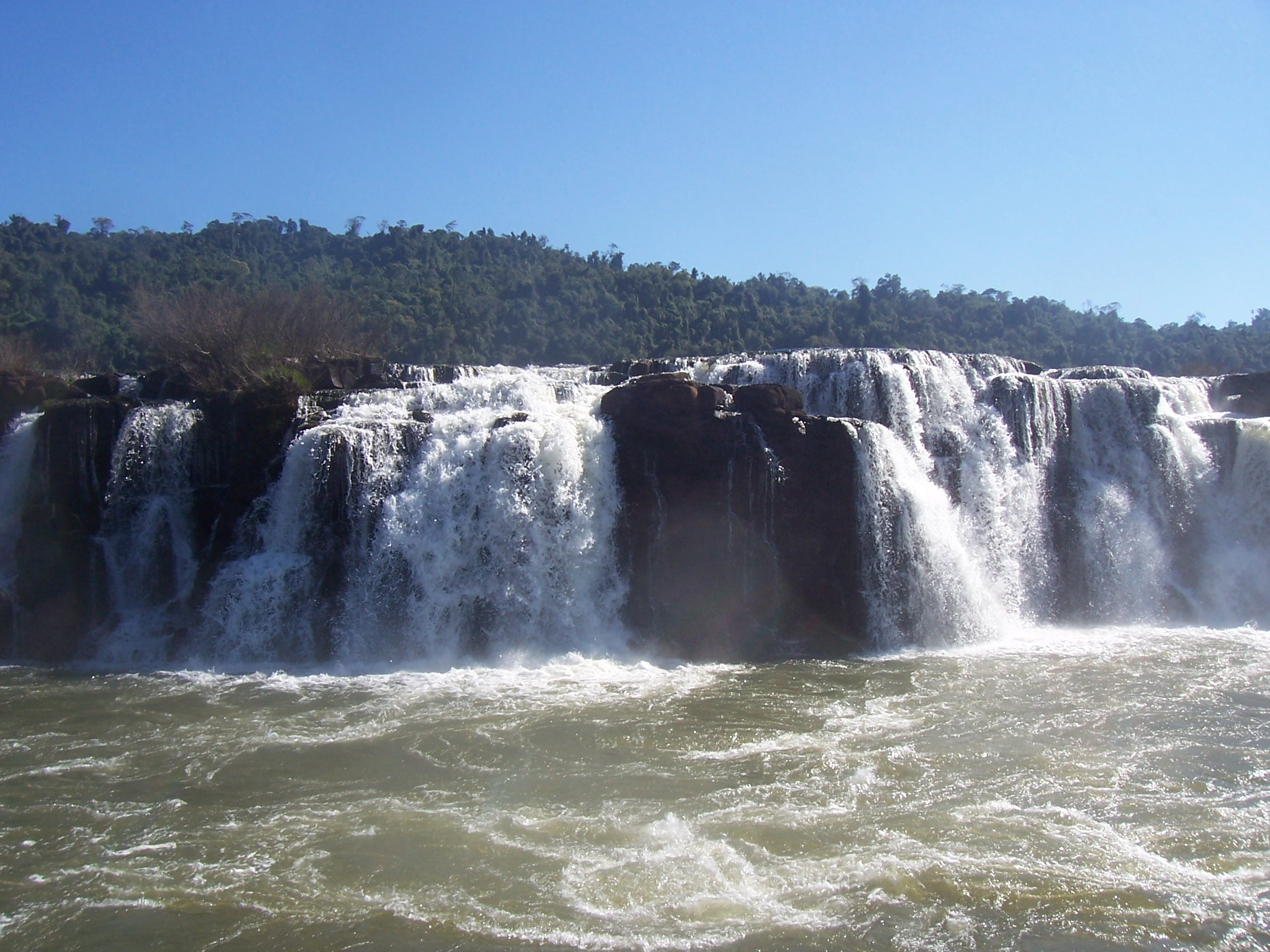
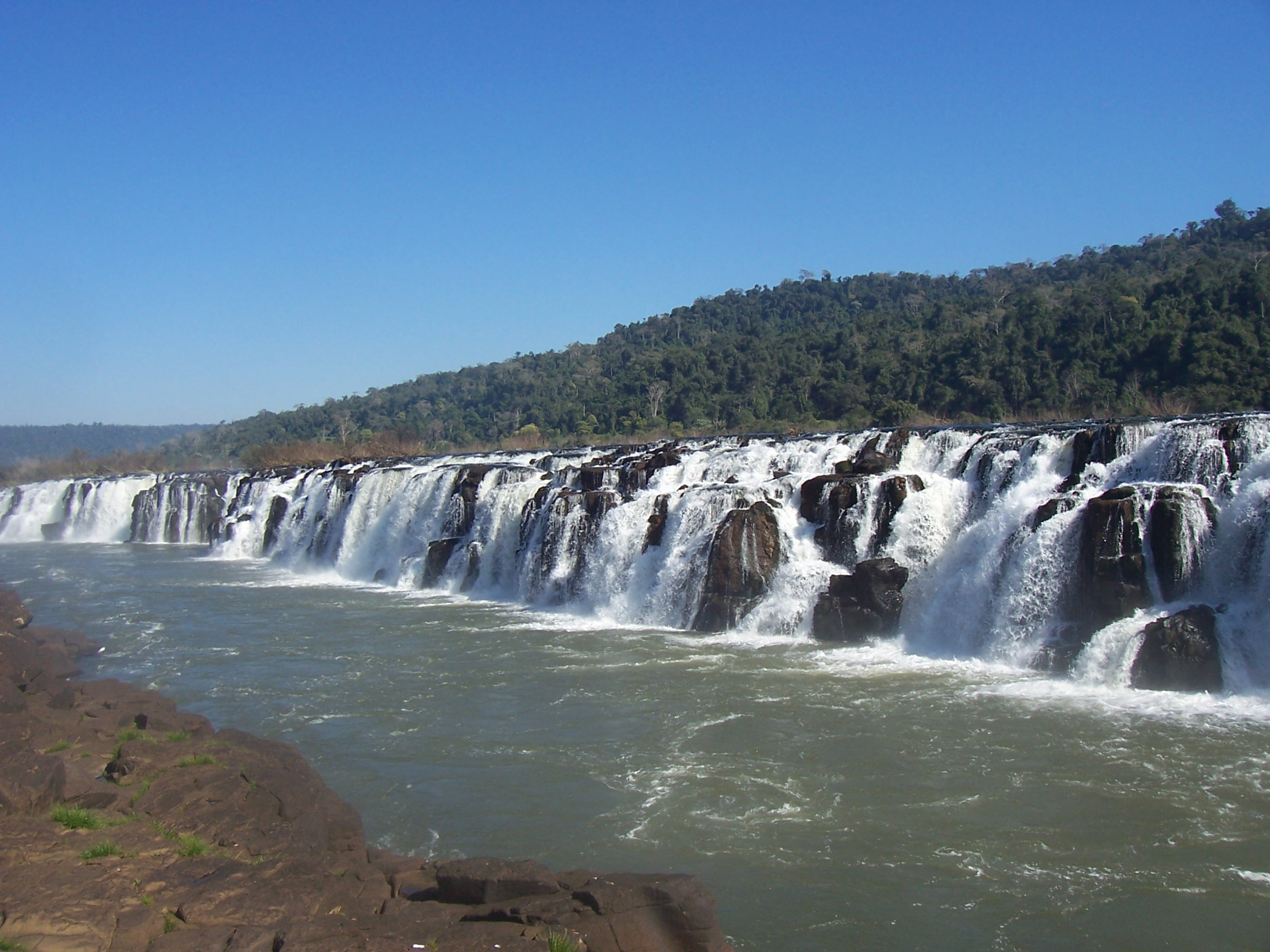
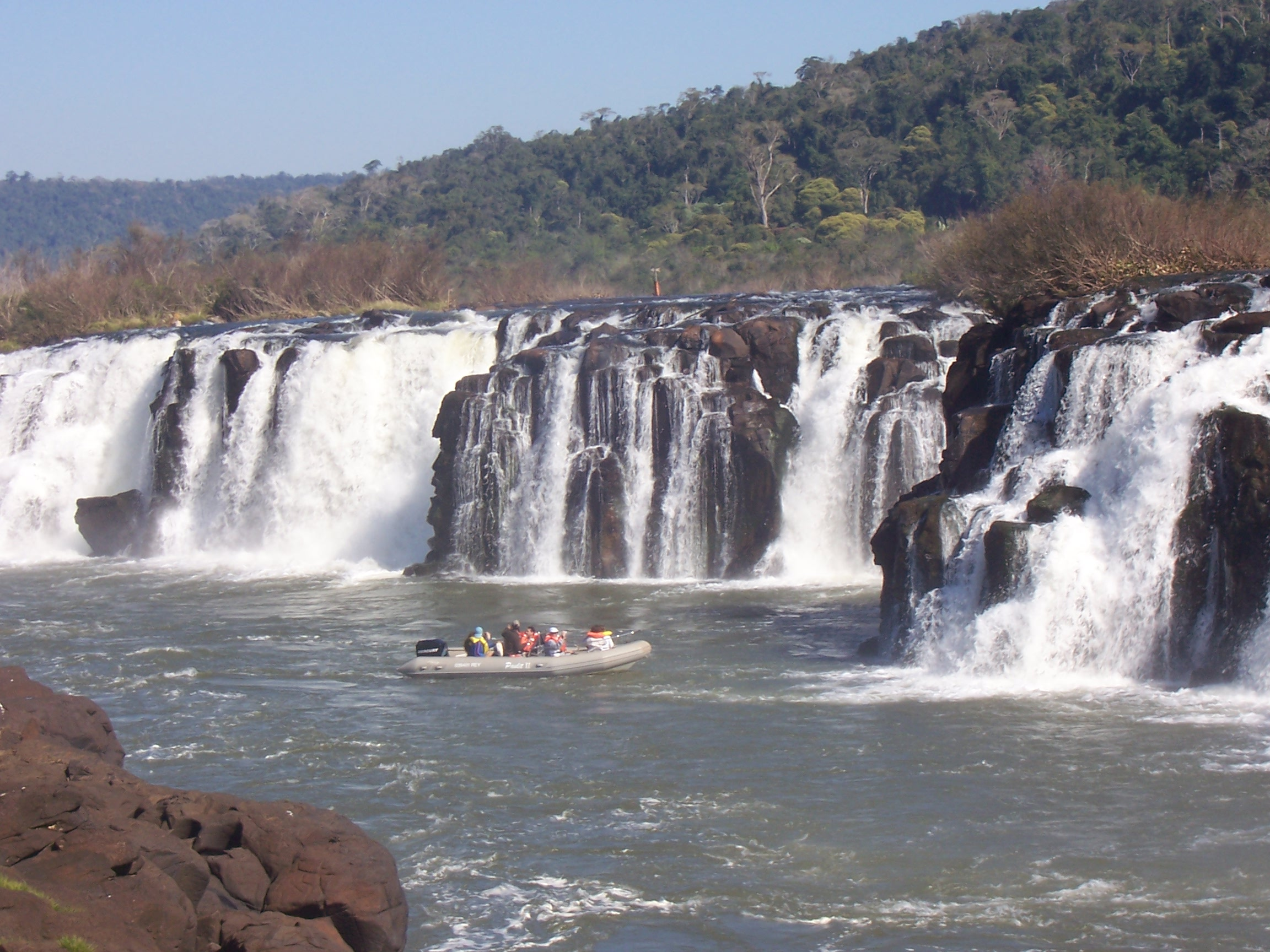
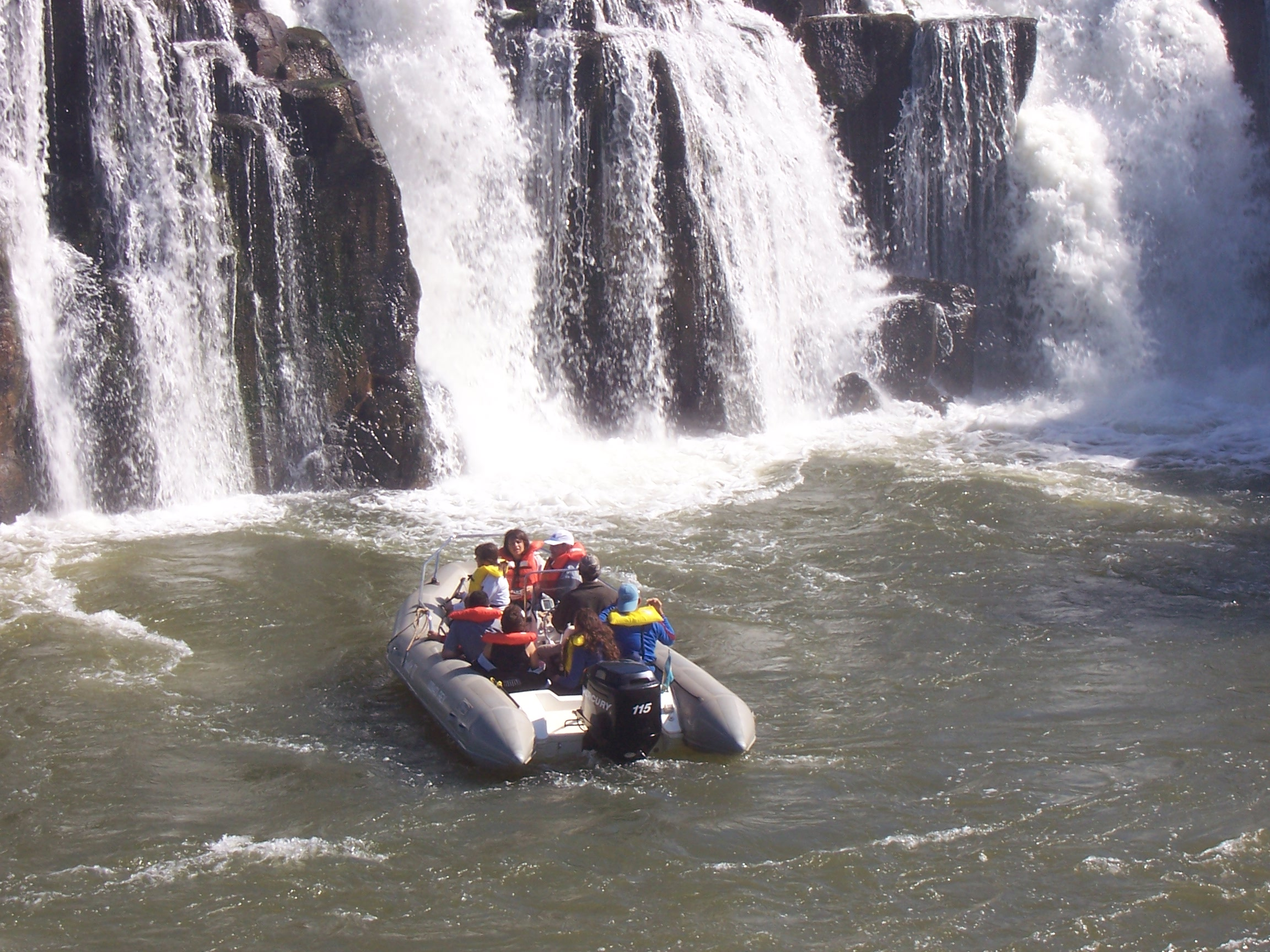
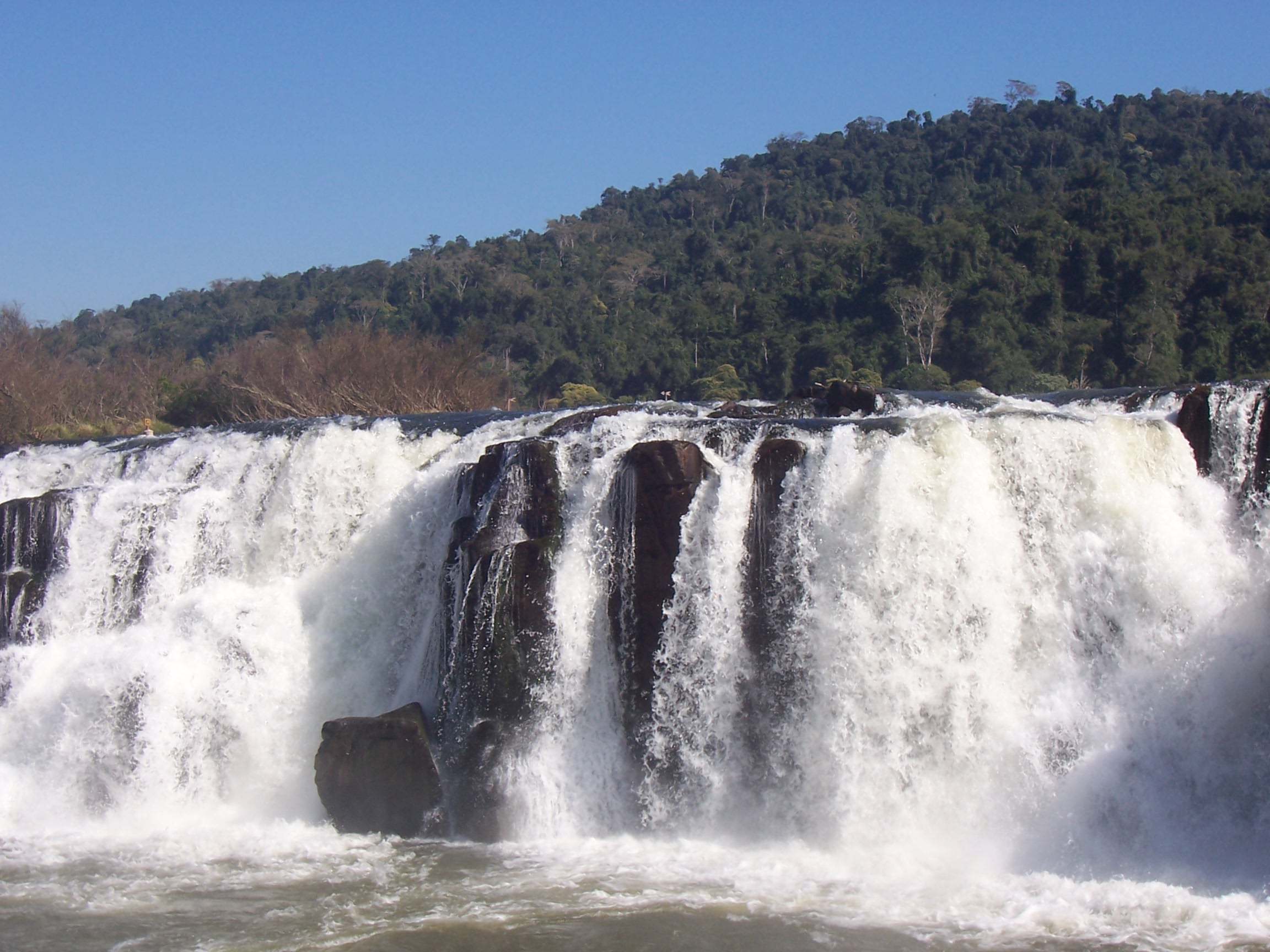